# 미첼 바티스타 (레슬링 선수)
미첼 바티스타 마르티네스(스페인어: Michel Batista Martínez, 1984년 4월 20일~)는 쿠바의 레슬링 선수, 종합격투기 선수이다. 2008년 하계 올림픽에서 남자 자유형 헤비급 동메달을 획득했으며 2016년부터 2019년까지 종합격투기 선수로 활동했다.